# Argentinsk Antarktis
Argentinsk Antarktis (spansk: Antártida Argentina) er en sektor af Antarktis som Argentina gør krav på. Området strækker sig fra 25° vest til 74° vest, og omfatter hele området syd for 60° sydlig bredde.
Argentinsk Antarktis, med undtagelse af Sydorkneyøerne, udgør departementet Antártida Argentina i provinsen Tierra del Fuego, Antártida e Islas del Atlántico Sur. Sydorkneyøerne medregnes i departementet Islas del Atlántico Sur sammen med Falklandsøerne (Islas Malvinas), Sydgeorgien (Islas Georgias del Sur) og Sydsandwichøerne (Islas Sandwich del Sur).
Området overlapper Chilensk Antarktis og Britisk Antarktis og omfattes af Antarktistraktaten. Stater som har tiltrådt traktaten skal ikke gøre noget for at hævde, støtte eller benægte territoriale krav i Antarktis, men traktaten fastslår også at staterne ikke har opgivet sine territoriale krav ved tiltrædelse. Argentina har tiltrådt traktaten.

## Forskningsstationer
Argentinsk udforskning af Antarktis startede i begyndelsen af 1900-tallet. José María Sobral var den første argentiner som satte sin fod på kontinentet i 1901 som deltager på Otto Nordenskjölds antarktisekspedition. Antarktis' første forskningsstation, Orcadas, blev etableret af Argentina i 1904 på Sydorkneyøerne og er stadig i drift.
Alle de 13 argentinske forskningsstationer er beliggende i Argentinsk Antarktis. Esperanza og Marambio er de største stationer med tilsammen 70 bygninger, en sommerbemanding på optil 250 personer og med over 100 personer som overvintrer. Argentinas antarktisforskning organiseres af Instituto Antártico Argentino.
| Navn            | Etableret | Bemandet   | Beliggenhed                            | Koordinater                                   |
| --------------- | --------- | ---------- | -------------------------------------- | --------------------------------------------- |
| Almirante Brown | 1951      | Sommer     | Antarktiske halvø – Paradise Bay       | 64°53′S 62°53′V / 64.883°S 62.883°V           |
| Belgrano II     | 1979      | Permanent  | Coats Land                             | 77°52′S 34°37′V / 77.867°S 34.617°V           |
| Cámara          | 1953      | Sommer     | Sydshetlandsøerne – Half Moon Island   | 62°36′S 59°54′V / 62.600°S 59.900°V           |
| Decepción       | 1948      | Sommer     | Sydshetlandsøerne – Deception Island   | 62°58′32″S 60°41′56″V / 62.97556°S 60.69889°V |
| Esperanza       | 1975      | Permanent  | Antarktiske halvø – Hope Bay           | 63°24′S 57°00′V / 63.400°S 57.000°V           |
| Jubany          | 1953      | Permanent  | Sydshetlandsøerne – King George Island | 62°14.2′S 58°40.6′V / 62.2367°S 58.6767°V     |
| Marambio        | 1969      | Permanent  | Antarktiske halvø – Seymour Island     | 64°14′S 56°37′V / 64.233°S 56.617°V           |
| Matienzo        | 1961      | Sommer     | Antarktiske halvø                      | 64°58′S 60°08′V / 64.967°S 60.133°V           |
| Melchior        | 1947      | Irregulært | Antarktiske halvø                      | 64°20′S 62°59′V / 64.333°S 62.983°V           |
| Orcadas         | 1904      | Permanent  | Sydorkneyøerne – Laurie Island         | 60°44′S 44°44′V / 60.733°S 44.733°V           |
| Petrel          | 1967      | Sommer     | Antarktiske halvø – Dundee Island      | 63°28′S 56°17′V / 63.467°S 56.283°V           |
| Primavera       | 1977      | Sommer     | Antarktiske halvø                      | 64°09′S 60°58′V / 64.150°S 60.967°V           |
| San Martín      | 1951      | Permanent  | Antarktiske halvø                      | 68°08′S 67°06′V / 68.133°S 67.100°V           |

## Argentinas krav
Argentina baserer sit krav i Antarktis på følgende præmisser:
1. Antarktiske halvø er geologisk og geografisk en del af Andes
2. Argentina har opretholdt permanent bemanding i mere end hundrede år, og opererer den ældste forskningsstation i Antarktis
3. Argentina gennemfører mange redningsoperationer i Antarktis
4. Argentina har etableret fyr og andre navigationshjælpemidler i Antarktis
5. Argentina byggede Antarktis' første lufthavn (i 1969)
6. Argentina har den mest talrige befolkning på Antarktiske halvø
7. Den første som blev født i Antarktis var argentineren Emilio Palma, på Esperanze i Hope Bay i 1978
8. Argentina har sendt flere mennesker til Antarktis end alle andre lande tilsammen

Argentinas krav overlapper med Chiles krav (53° vest til 90° vest) og Storbritanniens krav (20° vest til 80° vest), og et fåtal af nationer anerkender kravet.